# Project Power
Project Power es una película de superhéroes estadounidense de 2020 dirigida por Henry Joost y Ariel Schulman, producida por Eric Newman y Bryan Unkeless y escrita por Mattson Tomlin. Es protagonizada por Jamie Foxx, Joseph Gordon-Levitt y Dominique Fishback, junto a Colson Baker, Rodrigo Santoro, Amy Landecker y Allen Maldonado, y sigue a un traficante de drogas, un oficial de policía y un exsoldado que se unen para detener la distribución de un píldora que le da al usuario superpoderes durante cinco minutos.
La película fue estrenada el 15 de agosto de 2020 por Netflix. Recibió reseñas mixtas de los críticos, que elogiaron las actuaciones del elenco, las secuencias de acción y las imágenes, pero criticaron el guion por no aprovechar al máximo su premisa.

## Argumento
En un puerto de Nueva Orleans se encuentra Biggie, (Rodrigo Santoro) un traficante de píldoras el cual les ofrece gratis a unos jóvenes para que vendan su producto por toda la ciudad, entre ellos está Newt (Machine Gun Kelly) que le pregunta a Biggie el nombre de esa pastilla el cual le responde que power.
Más tarde una estudiante de escuela secundaria Robin (Dominique Fishback) con el talento de improvisar gracias a la pastilla que se está produciendo en la ciudad, escucha unas voces, unos delincuentes tratando de atraparla para hacerle daño si no le dan una píldora, pero llega un policía de Nueva Orleans Frank Shaver (Joseph Gordon-Levitt) les pide que todos levanten la manos incluyendo a Robbin, Frank le advierte a un joven que si toma una pastilla no todos reaccionarían de la misma forma y que hay personas que pueden explotar y otras generan un superpoder que pueda provocar un caos si las consumen pero Frank le apunta al joven delincuente con el arma y le quita la pastilla al intentar ingerirla y les dice que se vallan y se van. Robbin se queda hablando con Frank y dan un paseo en la moto hasta llegar a la casa el día siguiente a organizar unas cosas y ve una foto de recuerdo junto con su padre y luego Robbin se da una siesta.
En la Calzada del lago Pontchartrain en una camioneta se encuentra conduciendo Art (Jamie Foxx) un exoldado escuchando por la radio de su vehículo sobre un hombre que iba corriendo super rápido lo cual podría ser el poder que le dio la pastilla. Art procedente de Tampa llega al apartamento de Newt con una caja y toca la puerta y Newt pregunta quién es y Art responde que busca a Newt pero Newt le responde que no preguntaba a quien buscaba sino quien es y Art le responde que es amigo de Simon y que viene de Tampa ya que Simon le dio el contacto de él para ver si pueden hacer negocio y Newt le abre la puerta con su arma en la mano, le pide que suelte la caja y suba las manos, Art le pide a Newt que hable con Simon para confirmar quien es el y le pide que se quede ahí mismo, pero Art entra y ve como tiene una cantidad de pastillas en un maletín que les dio Biggie.
Al recorrer la casa Art apunta a Newt  y le advierte que si toma su arma que tiene enfrente le dispara pero Newt trata de huir y buscar unas cuentas píldoras, lo cual hacer que Newt se prenda en llamas para atacar a Art, al tratar de escapar llega al departamento de una señora, que golpea a Art con un sartén y luego llega Newt en llamas y la señora le echa agua caliente pero Art prepara agua fría en una tina para tomar  a Newt y apagarlo y le pregunta a Newt quien es el que produce las pastillas pero Newt se niega en decirle pero Art insiste y le pide un nombre y Newt le dice que es Biggie y Art pide más información y le dice que eso es todo lo que sabe y le pregunta también que en donde lo puede encontrarlo, pero Newt no logra decirle ya que su cuerpo está a punto de explotar a causa de la gran cantidad de pastillas que ingirió. Cuando por fin estalla, Art queda inconsciente en el primer piso, recordando el día que lo secuestraron después de tener un accidente automovilístico. Después reacciona cuando unos niños jugando baloncesto lo llaman y se va caminando con la herida en el brazo.
Más tarde, Robbin después de darse una siesta, se va a la escuela pero antes ella y su madre ven las noticias acerca de lo que había pasado donde vivía Newt sin haberse enterado todavía que está muerto. Robbin se va en la moto que le regaló Frank rumbo a su escuela. En una gasolinera Art se echa agua en el lugar donde tiene la herida y luego recibe un mensaje anónimo preguntando que se había quemado la casa de alguien, el celular que tiene Art resulta ser el de Newt recibiendo mensajes de Robbin, mientras que el profesor explica la clase, Robbin se pone de acuerdo con Newt quien resulta ser Art, pero en la clase el profesor le dice a Robbin que ella no se preocupa por sus notas diciéndole que es una clase sencilla entonces le ofrece un plan que podría tener ella el cual es improvisar y cumple su reto de improvisar exaltando a Robbin y celebra después de tirarle unos insultos al profesor pero después de que todos se sienten el profesor le pide el teléfono o que vaya donde el director y Robbin se sale de su clase.
El oficial Frank trata de buscar a un hombre invisible quien tiene varios rehenes en un banco y Frank tratara de entrar pero antes de realizar el operativo se toma una píldora que le había quitado a los jóvenes de la noche anterior, lo que resulta que Frank se vuelva inmortal y luego entra para buscar al tipo y luego va donde los rehenes y le pregunta a uno de ellos donde esta y le responde que esta detrás de él, lo ataca y el ladrón huye pero Frank lo persigue y va directo al tranvía pero al caerle polvo que había dentro de su maletín hizo que la gente se bajara, después de atrapar al sujeto a Frank se le cae el arma y la toma el ladrón y le dispara lo cual deja inconsciente a Frank y deja herido de bala a otros policías pero después Frank  reacciona y ataca a golpes contra el ladrón pero un vigilante le pide que se detenga.
Art llega al punto de encuentro que es un puesto de comida llamado Churchs Chicken, una doctora le hace una pregunta a Frank si perdió la conciencia y le dijo que por un segundo y le hace un examen de prueba en los ojos moviendo su dedo de un lado a otro, arriba y abajo pero llega el vigilante a interrogar a Frank si tomo una píldora y le pide que entregue su placa y su arma pero le dice que si no hubiera tomado la píldora estaría muerto por el impacto de bala y discute con el capitán o sea el vigilante y que le informaron que Frank es el que produce el power y luego Art se encuentra en el Churchs Chicken leyendo un periódico acerca del tipo que entró al banco y una empleada le ofrece algo y pide agua caliente y al anochecer, llega Robbin al lugar y llega al baño preguntando si ahí esta Newt sin aun enterarse de que está muerto, y Art descubre con quien estaba chateando es Robbin, al salir ella ve que su moto esta averiada y trata de empujarla ella misma pero Art va detrás de ella y la agarra de sorpresa y la mete en el baúl de su camioneta y la lleva a un lugar desconocido y le pregunta que si trafica power y ella responde que no sabe pero Art le cierra nuevamente el baúl hasta que ella suelte lo que tenga que decir y le pregunta acerca de Newt y le dice que él ya está muerto y sigue pidiéndole más información a Robbin para saber donde proviene la pastilla y entran a la camioneta y le muestra una foto preguntándole si ese es Biggie pero ella responde con duda aunque ella sea muy callejera pero Art amenaza a Robbin si ella sigue actuando como si ella no supiera nada le rompería la cara a ella y luego mataría a su madre y Robbin piensa en tomar la decisión.
Biggie se encuentra en su mansion junto con su compañera Gardner (Amy Landecker) esperando a que llegue la compradora en su jet privado y hacerle saber que esta a punto de ser la mujer más poderosa de Sudamérica, Robbin trata de pedir ayuda a Frank pero Art le quita el celular y llegan al supermercado ofreciéndole un trato a Robbin le pide que entre y diga la versión que le dio Art y uno llega después del otro, Art trata de hacerse pasar por cliente y luego Robbin llega a la oficina donde un hombre le pregunta quién le dio su número y ella responde que fue Newt; al haber respondido todo, desobedeció Art diciéndole que está en las afueras del supermercado, sabiendo que ella le dijo que le dijera que él se había ido, pero llega Art y ataca al sujeto aunque se haya metido una píldora, y le pide que enciendan el camión para que se lleven a Robbin y hace que el camión se detenga y elimina a otros más y logra entrar pero al entrar imagina a Robbin con el reflejo de su hija Tracy (Kyanna Simone Simpson) por un instante.

## Reparto
- Jamie Foxx como Art; un comandante del Ejército de los EE. UU. y un operador de la Fuerza Delta que fue uno de los sujetos de prueba originales del Power; posee la habilidad heredada de un camarón pistola, por lo que puede lanzar poderosas olas de calor desde su cuerpo. Sin embargo, entra en un estado de coma cuando sus poderes lo afectan.
- Joseph Gordon-Levitt como Frank Shaver; un detective del NOPD. Recibe power que endurece su piel, haciéndolo efectivamente a prueba de balas. Esta habilidad probablemente se hereda de un armadillo y no le da invulnerabilidad, sino que solo reduce la cantidad de daño recibido hasta el punto en que Frank no recibe ninguna herida grave. Su habilidad también le da un impulso de fuerza.
- Dominique Fishback como Robin Reilly; un comerciante inteligente de la calle que aspira a ser un artista de rap.
- Colson Baker como Newt; Primo de Robin y compañero distribuidor de Power, que posee la capacidad de regulación térmica que le permite generar fuego desde su cuerpo. Sin embargo, esta habilidad solo le ofrece una resistencia limitada al fuego, dejándolo con serias quemaduras en su cuerpo por uso excesivo. Muere después de una sobredosis de la droga, lo que hace que se detone a sí mismo.
- Rodrigo Santoro como Biggie; uno de los creadores del Power, que posee la capacidad de aumentar rápidamente de tamaño y fuerza.
- Amy Landecker como Gardner
- Allen Maldonado como Landry
- Kyanna Simone Simpson como Tracy; La hija de Art que posee la capacidad de curar la materia orgánica; sus poderes fueron heredados de su padre y son algo natural.
- Andrene Ward-Hammond como Irene
- Courtney B. Vance como Capitán Crane; Oficial al mando del NOPD de Shaver.
- Casey Neistat como Moto, el novio de Candy.
- Jim Klock como el Sr. Luker
- Luke Hawx como Bouncer
- Janet Rose Nguyen como Deli Girl
- Rose Bianco como La Matriarca
- Tait Fletcher como Wallace; un empleado de Gardner que posee la habilidad de fuerza sobrehumana probablemente heredada de un rinoceronte. La desventaja es que recibe daños como de costumbre, ya que no tiene la capacidad de proteger su cuerpo para que no sufra daños. Murió luego de recibir dos disparos de escopeta en el pecho por parte de Art.
- Yoshi Sudarso como Knifebones; un secuaz de Gardner que posee la capacidad de convertir sus huesos en armas. Su poder fue heredado de una rana peluda.
- Jane Chika Oranika como Akeela; Compañero de Robin.
- Jazzy De Lisser como Candy; La novia de Moto a quien le dieron una pastilla para probarlo. Ella heredó la capacidad de regulación térmica, pero en lugar de la inmolación de Newt, puede bajar la temperatura de su propio cuerpo y su entorno, a temperaturas extremadamente bajas. Sin embargo, al igual que Newt, solamente recibió una resistencia limitada al frío y finalmente se congela hasta morir después de que el panel de control de la cámara del experimento se dañara.
- Cory Demeyers como Griff; un usuario avanzado y ladrón de bancos, que persigue Frank. Heredó la capacidad de camuflar la piel de un pulpo o camaleón.
- CJ LeBlanc como Miggs
- Azhar Khan como Guello; uno de los traficantes de drogas más alto en la cadena después de Robin. Art le pide a Robin que vaya con él para encontrar información sobre el que secuestró a su hija. Heredó una capacidad de regeneración espontánea, lo que le permitió curarse con mayor velocidad de un lagarto.
- Mohammad Tiregar como Alex[4][5][6][7]

## Producción
En octubre de 2017, se anunció que Netflix había adquirido el guion especulativo Power de Mattson Tomlin en una guerra de ofertas con varios otros estudios. Ariel Schulman y Henry Joost dirigirían la película, con Eric Newman y Bryan Unkeless como productores. En septiembre de 2018, Jamie Foxx, Joseph Gordon-Levitt y Dominique Fishback se unieron al elenco de la película sin título. En octubre de 2018, Rodrigo Santoro, Amy Landecker, Allen Maldonado, Kyanna Simone Simpson, Andrene Ward-Hammond, Machine Gun Kelly y Casey Neistat se unieron al elenco de la película. En noviembre de 2018, Jim Klock se unió al elenco de la película. En diciembre de 2018, Courtney B. Vance se unió al elenco de la película. En julio de 2020, se anunció que la película se titularía oficialmente Project Power.

### Rodaje
El rodaje principal comenzó el 8 de octubre de 2018 y concluyó el 22 de diciembre de 2018. Tuvo lugar en Nueva Orleans. El 31 de octubre de 2018, Joseph Gordon-Levitt resultó herido durante el rodaje mientras montaba en bicicleta. La película tuvo un presupuesto de producción total de $85,1 millones, con $80,4 millones gastados en locaciones en Louisiana. 

## Recepción

### Audiencia
Project Power fue estrenada por Netflix el 14 de agosto de 2020. Fue la película más reproducida en la plataforma en sus dos primeros fines de semana, antes de terminar en segundo lugar en el tercero. En octubre de 2020, Netflix informó que 75 millones de hogares vieron la película durante sus primeras cuatro semanas de estreno. En noviembre, Variety informó que la película era el duodécimo título directo a streaming más visto de 2020 hasta ese momento.

### Crítica
Project Power recibió reseñas generalmente mixtas de parte de la crítica y de la audiencia. En el sitio web especializado Rotten Tomatoes, la película posee una aprobación de 61%, basada en 183 reseñas, con una calificación de 5.6/10 y un consenso crítico que dice: «Aunque desperdicia parte del potencial de su premisa, Project Power es un thriller de acción ingenioso y divertido, y presenta un giro estrella de Dominique Fishback», mientras que de parte de la audiencia tiene una aprobación de 46%, basada en más de 1000 votos, con una calificación de 3.1/5.
El sitio web Metacritic le dio a la película una puntuación de 51 de 100, basada en 35 reseñas, indicando "reseñas mixtas o promedio". En el sitio IMDb los usuarios le asignaron una calificación de 6.0/10, sobre la base de más de 96 000 votos, mientras que en la página web FilmAffinity la cinta tiene una calificación de 4.9/10, basada en 5874 votos.